# Дејвид Емги
Дејвид Емги (енгл. David Emge; Евансвил, 9. септембар 1946 — Евансвил, 20. јануар 2024) био је амерички глумац најпознатији по улози Стивена у филму Џорџа Ромера Зора живих мртваца.

## Филмографија
| Улоге Дејвида Емгија |                              |               |                |          |
| Година               | Српски назив                 | Изворни назив | Улога          | Напомена |
| 1992.                | Господар пакла               |               | Роберт         |          |
| 1990.                | Безнадежни случај из корпе 2 |               | Халф Мун       |          |
| 1978.                | Зора живих мртваца           |               | Стивен Ендрјус |          |
| 1975.                | Потера за телом              |               | Анђело Фетући  |          |